# Esgrima nos Jogos Olímpicos de Verão de 2012
As competições da esgrima nos Jogos Olímpicos de Verão de 2012 foram realizadas entre 28 de julho e 5 de agosto no complexo ExCeL. Ao todo foram disputados dez eventos, sendo cinco no masculino e cinco no feminino, divididos em três categorias: espada, florete e sabre.

## Calendário
| Julho/Agosto | 25 | 26 | 27 | 28 | 29 | 30 | 31 | 1 | 2 | 3 | 4 | 5 | 6 | 7 | 8 | 9 | 10 | 11 | 12 |
| ------------ | -- | -- | -- | -- | -- | -- | -- | - | - | - | - | - | - | - | - | - | -- | -- | -- |
| Esgrima      |    |    |    | 1  | 1  | 1  | 1  | 2 | 1 | 1 | 1 | 1 |   |   |   |   |    |    |    |

|  | Dia de competição |  | Dia de final |

## Eventos

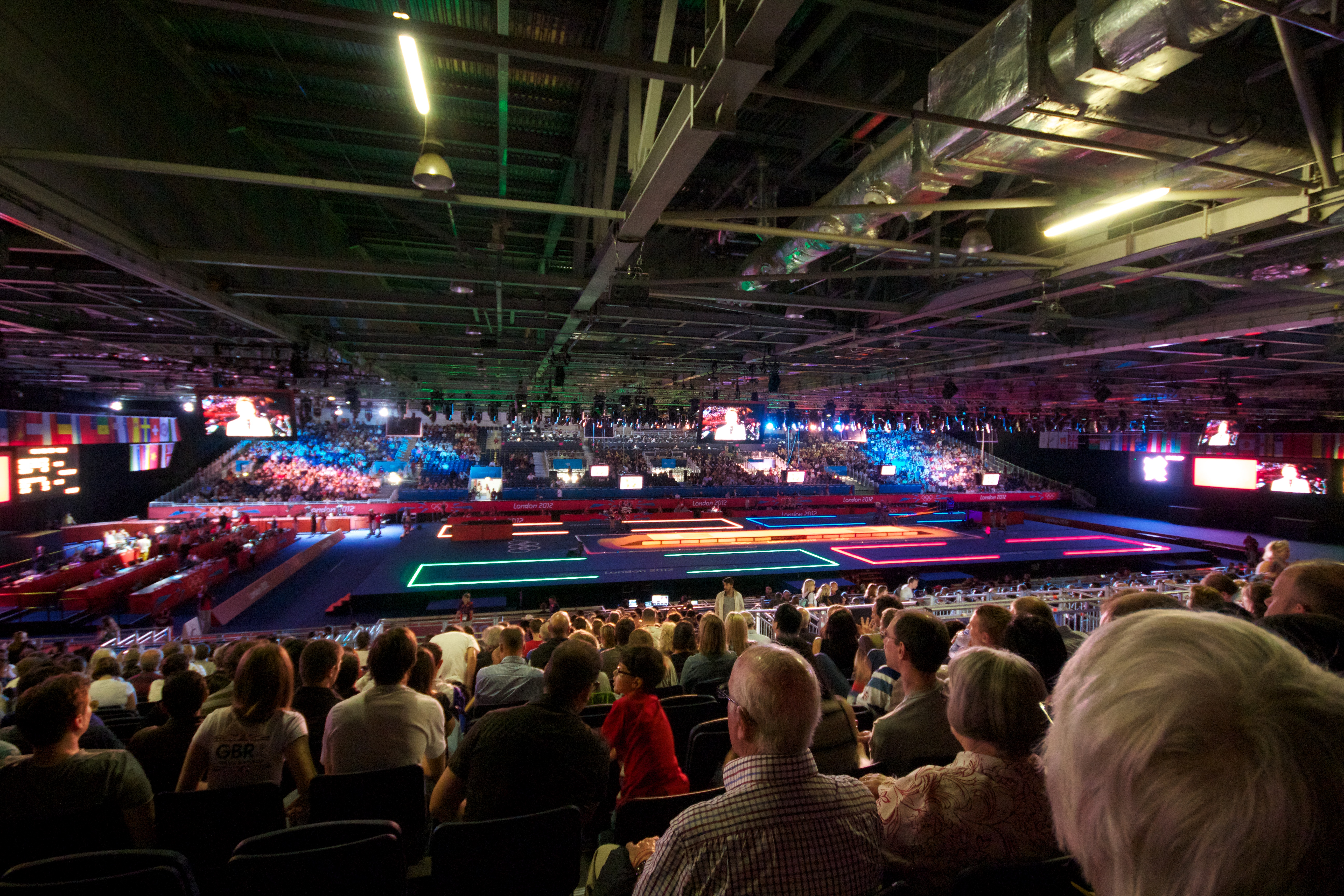
As disputas da esgrima foram realizadas no ExCeL.

Dez conjuntos de medalhas foram concedidos:
Espada
- Individual feminino
- Individual masculino
- Equipes feminino

Florete
- Individual feminino
- Individual masculino
- Equipes masculino
- Equipes feminino

Sabre
- Individual feminino
- Individual masculino
- Equipes masculino

## Medalhistas
Masculino
| Evento                       | Ouro                                                                      | Prata                                                                              | Bronze                                                                        |
| ---------------------------- | ------------------------------------------------------------------------- | ---------------------------------------------------------------------------------- | ----------------------------------------------------------------------------- |
| Espada individual detalhes   | Rubén Limardo VEN Venezuela                                               | Bartosz Piasecki NOR Noruega                                                       | Jung Jin-sun KOR Coreia do Sul                                                |
| Florete individual detalhes  | Lei Sheng CHN China                                                       | Alaaeldin Abouelkassem EGY Egito                                                   | Choi Byung-chul KOR Coreia do Sul                                             |
| Sabre individual detalhes    | Áron Szilágyi HUN Hungria                                                 | Diego Occhiuzzi ITA Itália                                                         | Nikolay Kovalev RUS Rússia                                                    |
| Florete por equipes detalhes | Valerio Aspromonte Giorgio Avola Andrea Baldini Andrea Cassarà ITA Itália | Suguru Awaji Kenta Chida Ryo Miyake Yuki Ota JPN Japão                             | Peter Joppich Sebastian Bachmann Benjamin Kleibrink André Weßels GER Alemanha |
| Sabre por equipes detalhes   | Gu Bon-gil Won Woo-young Kim Jung-hwan Oh Eun-seok KOR Coreia do Sul      | Rareș Dumitrescu Tiberiu Dolniceanu Florin Zalomir Alexandru Sirițeanu ROU Romênia | Aldo Montano Diego Occhiuzzi Luigi Samele Luigi Tarantino ITA Itália          |

Feminino
| Evento                       | Ouro                                                                            | Prata                                                                               | Bronze                                                                       |
| ---------------------------- | ------------------------------------------------------------------------------- | ----------------------------------------------------------------------------------- | ---------------------------------------------------------------------------- |
| Espada individual detalhes   | Yana Shemyakina UKR Ucrânia                                                     | Britta Heidemann GER Alemanha                                                       | Sun Yujie CHN China                                                          |
| Florete individual detalhes  | Elisa Di Francisca ITA Itália                                                   | Arianna Errigo ITA Itália                                                           | Valentina Vezzali ITA Itália                                                 |
| Sabre individual detalhes    | Kim Ji-yeon KOR Coreia do Sul                                                   | Sofya Velikaya RUS Rússia                                                           | Olha Kharlan UKR Ucrânia                                                     |
| Espada por equipes detalhes  | Sun Yujie Xu Anqi Li Na Luo Xiaojuan CHN China                                  | Shin A-lam Choi In-jeong Jung Hyo-jung Choi Eun-sook KOR Coreia do Sul              | Courtney Hurley Kelley Hurley Maya Lawrence Susie Scanlan USA Estados Unidos |
| Florete por equipes detalhes | Arianna Errigo Elisa Di Francisca Ilaria Salvatori Valentina Vezzali ITA Itália | Inna Deriglazova Larisa Korobeynikova Aida Shanaeva Kamilla Gafurzianova RUS Rússia | Nam Hyun-hee Jeon Hee-sook Jung Gil-ok Oh Ha-na KOR Coreia do Sul            |

## Quadro de medalhas

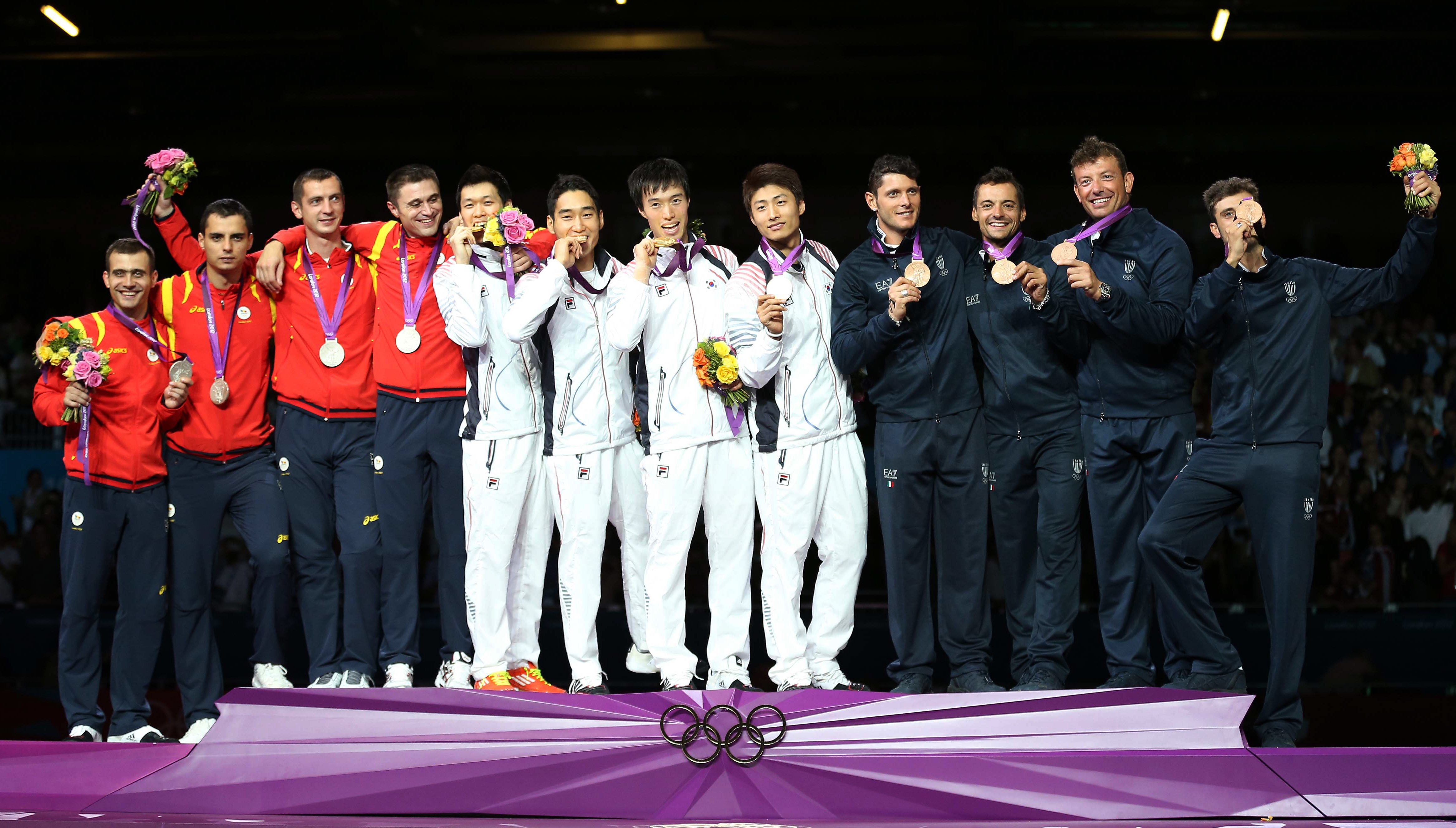
Medalhistas da competição de sabre por equipes masculino.

| Ordem | País               | Medalha de ouro | Medalha de prata | Medalha de bronze |    | Ordem por total |
| ----- | ------------------ | --------------- | ---------------- | ----------------- | -- | --------------- |
| 1     | ITA Itália         | 3               | 2                | 2                 | 7  | 1               |
| 2     | KOR Coreia do Sul  | 2               | 1                | 3                 | 6  | 2               |
| 3     | CHN China          | 2               |                  | 1                 | 3  | 3               |
| 4     | UKR Ucrânia        | 1               |                  | 1                 | 2  | 5               |
| 5     | HUN Hungria        | 1               |                  |                   | 1  | 7               |
|       | VEN Venezuela      | 1               |                  |                   | 1  | 7               |
| 7     | RUS Rússia         |                 | 2                | 1                 | 3  | 3               |
| 8     | GER Alemanha       |                 | 1                | 1                 | 2  | 5               |
| 9     | EGY Egito          |                 | 1                |                   | 1  | 7               |
|       | JPN Japão          |                 | 1                |                   | 1  | 7               |
|       | NOR Noruega        |                 | 1                |                   | 1  | 7               |
|       | ROU Romênia        |                 | 1                |                   | 1  | 7               |
| 13    | USA Estados Unidos |                 |                  | 1                 | 1  | 7               |
| TOTAL | TOTAL              | 10              | 10               | 10                | 30 | —               |